# Prvenstvo BLP 1921-1922
Il Prvenstvo Beogradskog loptičkog podsaveza 1921./22., in cirillico Првенство Београдског лоптичког подсавеза 1921./22., (it. "Campionato della sottofederazione calcistica di Belgrado 1921-22") fu la terza edizione del campionato organizzato dalla Beogradski loptački podsavez (BLP).
Questo campionato compare anche nell'elenco dei campionati di calcio non ufficiali della Serbia, infatti il vincitore della BLP può essere considerato il campione non ufficiale della Serbia nel periodo dal 1920 al 1922, dato che, in questo triennio, i club di altre città non hanno potuto competere con quelli di Belgrado.
Il torneo fu vinto dal BSK Belgrado, al suo terzo titolo nella BLP.
Nel girone di ritorno entrarono anche tre squadre di Novi Sad, dando vita ad una competizione a parte che venne vinta dallo Jugoslavija.

## Avvenimenti
Nella terza sessione regolare della BLP, tenutasi il 1º gennaio 1922, vennero presentati dati fino ad allora sconosciuti al grande pubblico, dove si esponeva che il 15 ottobre 1921 la BLP contava 66 club:
- Belgrado: 19 club (7 in I classe, 5 in II/A classe e 7 in II/B classe)
- Banatska župa: 9 club
- Altri posti: Brčko 3, Bijeljina 4, Leskovac 4, Vranje 3, Skopje 2, Zemun 3, Šabac 1, Sremska Mitrovica 2, Užice 2, Požega 1, Jagodina 1, Čačak 2, Ruma 1, Negotin 1, Kruševac 1 e Veles 1 club.

Oggi il numero è salito a 72 club: 6 nuovi (4 a Belgrado e 1 ciascuno a Skopje e Požega). Oltre a questo, ci sono molti altri club che non possono essere iscritti nella BLP a causa della loro scarsa organizzazione. È stato eletto il consiglio di amministrazione e l'intera assemblea ha convenuto che il quotidiano Politika dovrebbe essere l'organo ufficiale del BLP".
Nella conferenza del 15 gennaio 1922, si decise di fondare parrocchie nei seguenti luoghi: Belgrado, Veliki Bečkerek, Novi Sad, Kragujevac, Šabac, Požarevac, Čačak, Niš, Zaječar e Skopje, al fine di connettersi meglio con i club dall'interno e gestire le partite".
Il territorio della BLP fu ufficialmente diviso, il 1º marzo 1922, nelle seguenti parrocchie ("župe"):
- Belgrado città: I classe: BSK, Jugoslavija, Soko, Vardar, Konkordija, Slavija tutte di Belgrado, NAK e Vojvodina di Novi Sad; II/A classe: Srpski Mač, Kosmaj, Omladina, Uskok e Dušanovac i II/B classe: Brđanin, Srbija, Olimpija, Radnički, Jadran e Hajduk
- Beogradska župa: Vitez, Sparta e HAKAOH (tutte di Zemun), Banat Pančevo, Osvetnik, Karađorđe e Viktorija (le ultime tre di Belgrado)
- Banatska župa: Obilić, Viktorija e Slavija (Veliki Bečkerek), Kikindski AK (Kikinda), Olimpija (Vršac), Žomboljski GK e Žomboljsko SU (Žombolj)
- Posavska župa: Građanski, Avala e Posavina (Sremska Mitrovica), Mačva e Sloga (Šabac), Akademski SK Ruma -
- Bosanska župa: Zora, Građanski, Gedeon e Podrinje (Bijeljina), Zmaj, Jedinstvo e Sloga (Brčko)
- Kolubarska župa: Srpski Mač ed i klub di Valjevo
- Šumadijska župa: Šumadija, Mlada Šumadija (Kragujevac), Šparta (Jagodina), Jasenica (Smederevska Palanka)
- Jelička župa: Miloš Veliki e Viktorija (Čačak), Zlatibor (Užice), Orao (Arilje)
- Krajinska župa: Hajduk Veljko ed i club di Negotin
- Moravska župa: Moravac, Sloboda e Jugović (Leskovac), Vitez, Jedinstvo e Sloga (Vranje) e Sinđelić (Niš)
- Skopska župa: SSK, Napredok e Vardar (Skopje), Sveti Nikola (Veles) i Dušan Silni (Prizren)

Sono stati esclusi dalla sottofederazione i seguenti club: Polet Belgrado, Obilić Kruševac, Era Užice, Jug Bogdan Prokuplje e Glorija Požega. Il 15 marzo 1922 lo Jug Bogdan ha rifatto domanda di iscrizione alla BLP ed è stato ammesso alla Moravska Župa. Il 22 marzo 1922 lo Era Užice viene riammesso perché era stato erroneamente incluso nell'elenco dei club defunti.

## Prima classe Belgrado

### Classifica
|                   | Pos. | Squadra             | Pt                                                                               | G                                                                                | V                                                                                | N                                                                                | P                                                                                | GF                                                                               | GS                                                                               | QR                                                                               |
| ----------------- | ---- | ------------------- | -------------------------------------------------------------------------------- | -------------------------------------------------------------------------------- | -------------------------------------------------------------------------------- | -------------------------------------------------------------------------------- | -------------------------------------------------------------------------------- | -------------------------------------------------------------------------------- | -------------------------------------------------------------------------------- | -------------------------------------------------------------------------------- |
|                   | 1.   | BSK Belgrado        | 17                                                                               | 10                                                                               | 8                                                                                | 1                                                                                | 1                                                                                | 35                                                                               | 11                                                                               | 3,181                                                                            |
|                   | 2.   | Vardar Belgrado     | 15                                                                               | 10                                                                               | 7                                                                                | 1                                                                                | 2                                                                                | 31                                                                               | 15                                                                               | 2,066                                                                            |
|                   | 3.   | Jugoslavija         | 14                                                                               | 10                                                                               | 6                                                                                | 2                                                                                | 2                                                                                | 30                                                                               | 12                                                                               | 2,307                                                                            |
|                   | 4.   | Konkordija Belgrado | 9                                                                                | 10                                                                               | 3                                                                                | 3                                                                                | 4                                                                                | 14                                                                               | 26                                                                               | 0,538                                                                            |
|                   | 5.   | Slavija Belgrado    | 4                                                                                | 10                                                                               | 2                                                                                | 0                                                                                | 8                                                                                | 14                                                                               | 41                                                                               | 0,341                                                                            |
|                   | 6.   | Soko Belgrado       | 1                                                                                | 10                                                                               | 0                                                                                | 1                                                                                | 9                                                                                | 14                                                                               | 33                                                                               | 0,424                                                                            |
|                   | 7.   | BUSK Belgrado       | Sciolto all'inizio della stagione a causa della precaria situazione finanziaria. | Sciolto all'inizio della stagione a causa della precaria situazione finanziaria. | Sciolto all'inizio della stagione a causa della precaria situazione finanziaria. | Sciolto all'inizio della stagione a causa della precaria situazione finanziaria. | Sciolto all'inizio della stagione a causa della precaria situazione finanziaria. | Sciolto all'inizio della stagione a causa della precaria situazione finanziaria. | Sciolto all'inizio della stagione a causa della precaria situazione finanziaria. | Sciolto all'inizio della stagione a causa della precaria situazione finanziaria. |
| Fonte: exyufudbal |      |                     |                                                                                  |                                                                                  |                                                                                  |                                                                                  |                                                                                  |                                                                                  |                                                                                  |                                                                                  |

Legenda:
      Campione di Belgrado e della Serbia.
  Partecipa agli spareggi.
      Retrocessa in seconda classe.
Note:
Due punti a vittoria, uno a pareggio, zero a sconfitta.

### Risultati
Andata:
11.09.1921. Jugoslavija – Konkordija 0–0, BSK – Slavija 6–1
18.09.1921. Vardar – Soko 3–2
02.10.1921. BSK – Jugoslavija 3–2
09.10.1921. BSK – Konkordija 6–0
16.10.1921. Vardar – Jugoslavija 3–1
23.10.1921. Slavija – Soko 4–3
30.10.1921. Jugoslavija – Slavija 4–1
01.11.1921. Konkordija – Soko 3–1
06.11.1921. BSK – Vardar 5–2
08.11.1921. Jugoslavija – Soko 6–2
13.11.1921. Vardar – Konkordija 2–1
20.11.1921. Vardar – Slavija 3–0
27.11.1921. Konkordija – Slavija 2–0, BSK – Soko 3–1
Ritorno:
12.03.1922. Jugoslavija – Soko 3–1
19.03.1922. BSK – Konkordija 1–1, Slavija – Soko 2–1
27.03.1922. Konkordija – Soko 1–1
02.04.1922. Jugoslavija – Slavija 7–1, BSK – Vardar 2–0
07.04.1922. Jugoslavija – Konkordija 5–0, Vardar – Soko 4–1
09.04.1922. Jugoslavija – Vardar 1–1
23.04.1922. BSK – Soko 4–1, Konkordija – Slavija 5–2
30.04.1922. Vardar – Konkordija 8–1, BSK – Slavija 5–2
14.05.1922. Jugoslavija – BSK 1–0
11.06.1922. Vardar – Slavija 5–1

## Prima classe Belgrado/Novi Sad
In primavera, i club di Novi Sad sono entrati in 1. razred, quindi in primavera è stata giocata una competizione separata con la formula del girone di sola andata. Le partite tra le squadre di Belgrado vengono conteggiate per il campionato, mentre le partite con le squadre di Novi Sad nella classifica generale vengono conteggiate per le qualificazioni.

### Classifica
|                   | Pos. | Squadra             | Pt | G | V | N | P | GF | GS | QR    |
| ----------------- | ---- | ------------------- | -- | - | - | - | - | -- | -- | ----- |
|                   | 1.   | Jugoslavija         | 15 | 8 | 7 | 1 | 0 | 34 | 10 | 3,400 |
|                   | 2.   | BSK Belgrado        | 13 | 8 | 6 | 1 | 1 | 20 | 7  | 2,857 |
|                   | 3.   | Vardar Belgrado     | 11 | 8 | 5 | 1 | 2 | 30 | 10 | 3,000 |
|                   | 4.   | NAK Novi Sad        | 8  | 8 | 3 | 2 | 3 | 15 | 13 | 1,153 |
|                   | 5.   | Konkordija Belgrado | 6  | 8 | 2 | 2 | 4 | 11 | 22 | 0,500 |
|                   | 6.   | Slavija Belgrado    | 6  | 8 | 3 | 0 | 5 | 16 | 26 | 0,615 |
|                   | 7.   | Vojvodina           | 6  | 8 | 3 | 0 | 5 | 11 | 24 | 0,458 |
|                   | 8.   | Juda Makabi         | 5  | 8 | 2 | 1 | 5 | 13 | 22 | 0,590 |
|                   | 9.   | Soko Belgrado       | 1  | 8 | 0 | 1 | 7 | 8  | 26 | 0,307 |
| Fonte: exyufudbal |      |                     |    |   |   |   |   |    |    |       |

### Risultati
12.03.1922. Vojvodina - Slavija 1–4, NAK - Konkordija 1–0, BSK - Juda Makabi 2–0, Jugoslavija - Soko 3–1
19.03.1922. Juda Makabi - Vardar 0–7, NAK - Vojvodina 2–0, BSK - Konkordija 1–1, Slavija - Soko 2–1
26.03.1922. Soko - Konkordija 1–1, Jugoslavija - Vojvodina 9–2, Juda Makabi - Slavija 1–3, NAK - BSK 1–3
02.04.1922. BSK - Vardar 2–0, Jugoslavija - Slavija 7–1
07.04.1922. Jugoslavija - Konkordija 5–0, Vojvodina - Juda Makabi 2–1, Vardar - Soko 4–1
09.04.1922. Vardar - Jugoslavija 1–1, Juda Makabi - Soko 4–2, NAK - Slavija 1–1
23.04.1922. BSK - Soko 4–1, Slavija - Konkordija 2–5, Juda Makabi - Jugoslavija 2–4, NAK - Vardar 1–3
26.04.1922. NAK - Juda Makabi 1–1
30.04.1922. Vardar - Konkordija 8–1, Vojvodina - Soko 3–0, BSK - Slavija 5–2
14.05.1922. BSK - Jugoslavija 0–1, Juda Makabi - Konkordija 4–1, NAK - Soko 5–1
26.05.1922. Vojvodina - Konkordija 0–2
11.06.1922. Vardar - Slavija 5–1
25.06.1922. Vojvodina - Vardar 3–2
02.07.1922. Jugoslavija - NAK 4–3
09.07.1922. BSK - Vojvodina 3–1

## Classi inferiori

### II/A razred
```
Partecipanti: Srpski mač, Kosmaj, Ruski, Omladina, Uskok, Dušanovac
```

### II/B razred
```
Partecipanti: Jadran, Brđanin, Hajduk, Olimpija, Radnički, Srbija
```

## Provincia

### Zemun
```
   Squadra                         G   V   N   P   GF  GS  Q.Reti  Pti
1  ZAŠK Zemun                      6   5   0   1   14  2   7,000   10
2  
Vitez Zemun
                     6   4   1   1   11  5   2,200   9
3  
Šparta Zemun
                    6   2   1   3   8   8   1,000   5
4  Hakoah Zemun                    6   0   0   6   0   18  0,000   0
```

### Zemun-Belgrado-Banato
```
   Squadra                         G   V   N   P   GF  GS  Q.Reti  Pti
1  
Vitez Zemun
                     7   5   1   1   9   2   4,500   11
2  Banat Pančevo                   7   5   0   2   15  4   3,750   10
3  Osvetnik Belgrado               7   3   2   2   8   2   4,000   8
4  ZAŠK Zemun                      6   2   4   0   9   5   1,800   8	
5  
Šparta Zemun
                    7   3   1   3   10  8   1,250   7	
6  Viktorija Belgrado              6   2   1   3   7   10  0,700   5	
7  Karađorđe Belgrado              7   2   1   4   10  16  0,625   5	
8  Hakoah Zemun                    7   0   0   7   0   21  0,000   0
```

### Bosanska župa

#### Autunno 1921
```
   Squadra                         G   V   N   P   GF  GS  Q.Reti  Pti
1  
Jedinstvo Brčko
                 2   2   0   0   6   0   0,000   4
2  Zmaj Brčko                      2   1   0   1   3   3   1,000   2
3  Sloga Brčko                     2   0   0   2   0   6   0,000   0
```

#### Primavera 1922
```
   Squadra                         G   V   N   P   GF  GS  Q.Reti  Pti
1  Sloga Brčko                     3   3   0   0   15  1   15,000  6	
2  Konkordija Bijeljina            3   1   0   2   10  3   3,333   2	
3  
Jedinstvo Brčko
 (-2)            4   2   0   2   9   6   1,500   2	
4  Građanski Bijeljina             2   1   0   1   3   9   0,333   2	
5  Zmaj Brčko                      2   0   0   2   0   18  0,000   0
```

### Moravska župa
```
1  Moravac/Građanski Leskovac
2  Sloga Vranje
3  
Sinđelić Niš

4  Jug Bogdan Prokuplje
5  Jugović Leskovac
6  Vitez Vranje
   Sloga Leskovac 
ritirato
		
   Jedinstvo Vranje 
ritirato
```

### Skopska župa
```
1 
Skopski SK Skoplje

2  Dušan Silni Prizren
3  Napredak Skoplje
4  Sveti Nikola/Babunski Veles
5  Vardar Skoplje
```

### Posavska župa
```
   Squadra                         G   V   N   P   GF  GS  Q.Reti  Pti
1  
Mačva Šabac
                     5   5   0   0                   10
2  Posavina Sremska Mitrovica      5   4   0   1                   8
3  Olimpija Šabac                  5   3   0   2                   6
4  Avala Sremska Mitrovica         5   2   0   3                   4
5 
Građanski Sremska Mitrovica
     5   1   0   4                   2
6  Akademski SK Ruma               5   0   0   5                   0
```

### Šumadijska župa
```
   Squadra                         G   V   N   P   GF  GS  Q.Reti  Pti
1 
Šumadija Kragujevac
             3   2   1   0   10  2   5,000   5
2 
Šparta Jagodina
                 3   2   1   0   7   2   3,500   5
3  Mlada Šumadija Kragujevac       3   1   0   2   5   9   0,556   2
4 
Jasenica Smederevska Palanka
    3   0   0   3   0   9   0,000   0
```

### Jelička župa
```
   Squadra                         G   V   N   P   GF  GS  Q.Reti  Pti
1  Miloš Veliki Čačak              5   4   1   0   7   0   0,000   9
2  Zlatibor Užice                  5   4   0   1   10  1   10,000  8
3  Era Užice                       4   2   1   1   6   2   3,000   5
4  Obilić Kruševac                 4   2   0   2   6   2   3,000   4
5  Viktorija Čačak                 4   0   0   4   0   12  0,000   0
6  Orao Arilje                     4   0   0   4   0   12  0,000   0
```

### Banatska župa
```
Partecipanti: 
Obilić
, Slavija (Veliki Bečkerek), Srbija, KAC (Velika Kikinda), Viktorija (Vršac), ŽSE, ŽTK (Žombolj), Olimpija (Vršac)
Vincitori - autunno: Srbija (Velika Kikinda), primavera: Obilić (Veliki Bečkerek)
Classifica autunno: Obilić (Veliki bečkerek) 8, Slavija (Veliki Bečkerek) 6, KSK Kosovo (Velika Kikinda) 4, Olimpija (Vršac) 2, Viktorija (Veliki Bečkerek) 0
Hanno partecipato anche i club ŽSE e ŽTK, ma durante il campionato si sono ritirate perché 
Jimbolia
 (la loro città) è passata alla 
Romania
.
[
6
]
```